# YPF
YPF, siglas de Yacimientos Petrolíferos Fiscales, S. A., es la empresa argentina de energía dedicada a la exploración, explotación, destilación, distribución y producción de gas, petróleo, energía eléctrica y derivados de hidrocarburos y venta de combustibles, lubricantes, fertilizantes, plásticos y otros productos relacionados con la industria. La compañía tiene una composición societaria mixta, en la que el Estado argentino posee el 51 % de las acciones y el 49 % restante cotiza en la Bolsa de Buenos Aires.
Es una de las mayores empresas de la Argentina y una de las petroleras más grandes de la región, empleando directa o indirectamente a más de 100 000 personas de todo el país. En la lista Forbes Global 2000 de 2024, YPF ocupa el lugar 1180 en el ranking de empresas más grandes del mundo. En 2016 operaba noventa y dos bloques productivos y cuarenta y ocho bloques exploratorios distribuidos en cuencas de todo el territorio argentino. Es el líder en toda América Latina en la producción de recursos no convencionales con el desarrollo del yacimiento Loma Campana (formación Vaca Muerta: la segunda con recursos de gas de lutita y cuarta de petróleo de esquisto del mundo).
Fue fundada como empresa estatal en 1922, durante la presidencia de Hipólito Yrigoyen, convirtiéndose en la primera gran petrolera verticalmente integrada del mundo. Su ideólogo y primer director fue el coronel Enrique Mosconi.
En 1991-1992 fue privatizada parcialmente durante la presidencia de Carlos Saúl Menem. En 1999 fue adquirida por la española Repsol, que se hizo con el control del 97,81 % de YPF tras haber acudido a la oferta pública de adquisición (OPA) de la empresa argentina por un monto de alrededor de 15 000 millones de dólares, dando lugar a Repsol YPF. En 2012, la entonces presidente Cristina Fernández de Kirchner anunció el envío al Congreso de un proyecto para expropiar el 51 % del capital accionario de YPF, que fue convertido en ley el 3 de mayo de ese mismo año.
YPF es responsable del 0.15% de las emisiones industriales de gases de efecto invernadero a nivel mundial, según una estimación realizada sobre el acumulado del período 1988-2015. Ocupa el puesto 70 en la lista de las 100 empresas responsables del 70% de las emisiones de gases de efecto invernadero a escala mundial en el período considerado.

A partir de la nacionalización y con una estrategia de integración vertical, YPF impulsó la creación de una serie de empresas subsidiarias. En 2012 creó Y-TEC en sociedad con el CONICET; en 2013 se creó YPF Luz, un área de la compañía orientada a la producción sustentable de energía eléctrica; en 2021 se creó YPF Litio, con el objetivo de producir baterías para automóviles, agregando valor al mineral de extracción local; entre otras empresas de articulación y servicios.

## La empresa
A fines de 2012, YPF poseía en Argentina una red de más de 1 600 estaciones de servicio y veintiséis bloques exploratorios en tierra y mar que abarcaban un total de 148 000 kilómetros cuadrados. Sus operaciones en noventa y un áreas productivas se situaban en las cuencas Neuquina, del Golfo San Jorge, Cuyana, Noroeste y Austral. La empresa cuenta con tres refinerías en Argentina: en La Plata (provincia de Buenos Aires), Luján de Cuyo (provincia de Mendoza) y Plaza Huincul (provincia del Neuquén), así como también posee una participación accionaria del 50 % en la planta industrial de Refinor, en la provincia de Salta. En cuanto a la producción petroquímica, posee los complejos industriales de Ensenada (provincia de Buenos Aires) y Plaza Huincul en Neuquén. También participa con un 50 % en la empresa de fertilizantes nitrogenados Profertil, la misma inició la producción de urea granulada y amoníaco a comienzos de 2001, luego de haber concluido la construcción de su planta.
En abril de 2017, YPF anunció la primera instalación de doscientos puestos de recarga rápida para vehículos eléctricos, en 110 de sus estaciones de servicio. Así se convierte en la primera en el país en ofrecer el servicio.

### Subsidiarias
En 2012 se anuncia la creación de Y-TEC (YPF Tecnología), una empresa de tecnológico en el sector de petróleo y gas, propiedad de YPF (51 %) y CONICET (49 %). La sede de la empresa se encuentra en la localidad de Berisso, cerca de la refinería de la empresa petrolera.
En 2013 la directiva de YPF anuncia la creación de YPF Luz, que gestiona la generación de energía térmica en Tucumán, Neuquén y La Plata y de energía eólica en Chubut y Santa Cruz.
En junio de 2021 se crea la empresa YPF Litio S.A. dedicada a la industrialización de ese mineral para la fabricación de baterías para vehículos eléctricos.

## Historia

### Creación y primeros años

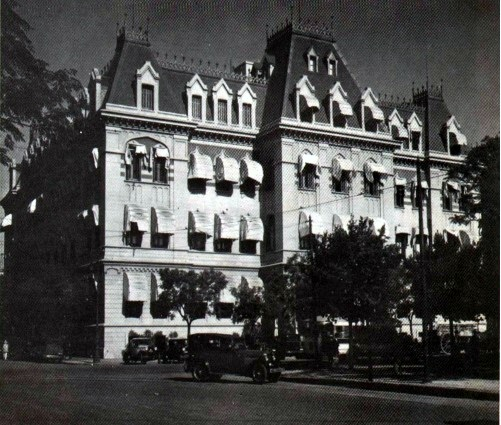
Primer edificio de YPF en Paseo Colón 922.

Pueden encontrarse los antecedentes de YPF en el descubrimiento de petróleo en la zona de la ciudad de Comodoro Rivadavia en el año 1907. Luego, se creó la Dirección General de Explotación del Petróleo, con el objetivo de regular la actividad de las compañías extranjeras que comenzaban a establecerse en el país a este fin. Durante la primera presidencia de Hipólito Yrigoyen, entre 1916 y 1922, se realizaron varias obras para fomentar la extracción de petróleo.
YPF se crea por el Estado argentino mediante decreto el 3 de junio de 1922.

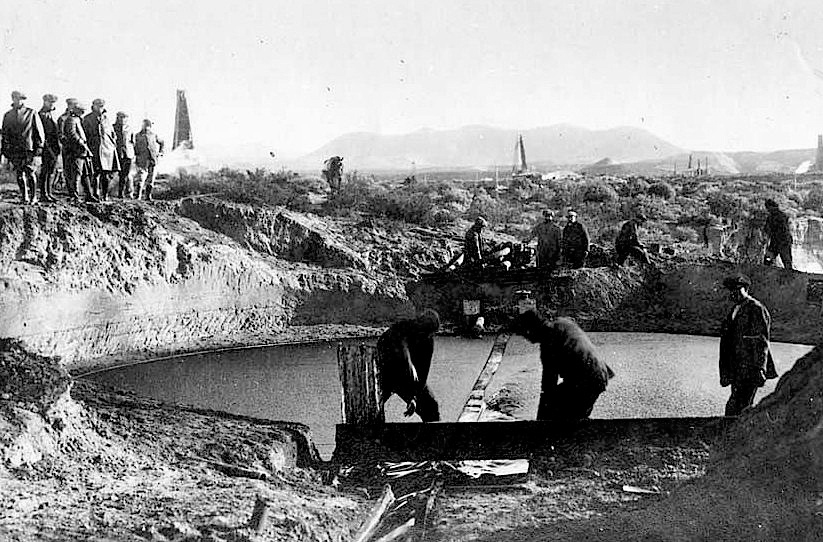
Un grupo de empleados de YPF que trabajaban en el pozo 128, en el año 1923, Provincia de Chubut.

El 19 de octubre de 1922, pocos días después de asumir la presidencia de la Nación Argentina Marcelo Torcuato de Alvear, Enrique Mosconi fue nombrado director general de Yacimientos Petrolíferos Fiscales (YPF), donde permanecería por ocho años, dedicando grandes esfuerzos para incrementar la exploración y desarrollo de la extracción de petróleo.
Con YPF, Argentina fue el segundo país en todo el mundo en tener una petrolera estatal integrada verticalmente, después de la Unión Soviética. Cuando se estaban por firmar los protocolos de acuerdo, se produjo el golpe de Estado de 1930, que derrocó a Hipólito Yrigoyen en su segundo gobierno e inauguró la Década Infame.

Antiguo logo de YPF

Desde su fundación, la empresa realizó todas las actividades que fuesen necesarias para la explotación de petróleo, incluyendo la fundación o rápido engrandecimiento de pueblos cercanos a zonas con reservas de petróleo, como la citada Comodoro Rivadavia en la provincia de Chubut, Las Heras, Cañadón Seco, Caleta Olivia en Santa Cruz y Plaza Huincul en Neuquén. De acuerdo con la doctrina del general Mosconi y de Hipólito Yrigoyen, la empresa tuvo el monopolio legal del petróleo durante toda su existencia como Sociedad del Estado. El objetivo buscado por Mosconi era que el fisco contara con una gran empresa, para poder hacer frente a reclamos individuales que fueran contra el interés general del país.[cita requerida]
La petrolera estatal YPF inauguró el primer surtidor de querosén el 22 de febrero de 1923 en Buenos Aires, tres meses más tarde se instalaron seis más. El 20 de junio se construyó el primer surtidor de nafta para vehículos. El industrial Torcuato Di Tella fue quien se encargó de su fabricación, cuando comenzó la explotación del petróleo en la provincia de Salta. En 1933 se descubrió petróleo en Tranquitas.
El primer edificio YPF fue diseñado por el Departamento Técnico en septiembre de 1936 e inaugurado en 1938, en la Diagonal Norte, entre las calles Esmeralda y Cangallo (desde 1984 se llama Tte. Gral. Perón), en la ciudad de Buenos Aires.
En 1941 comenzó la explotación del yacimiento carbonífero de Río Turbio, que en un principio estuvo a cargo de YPF.

### Gobierno de Juan Domingo Perón

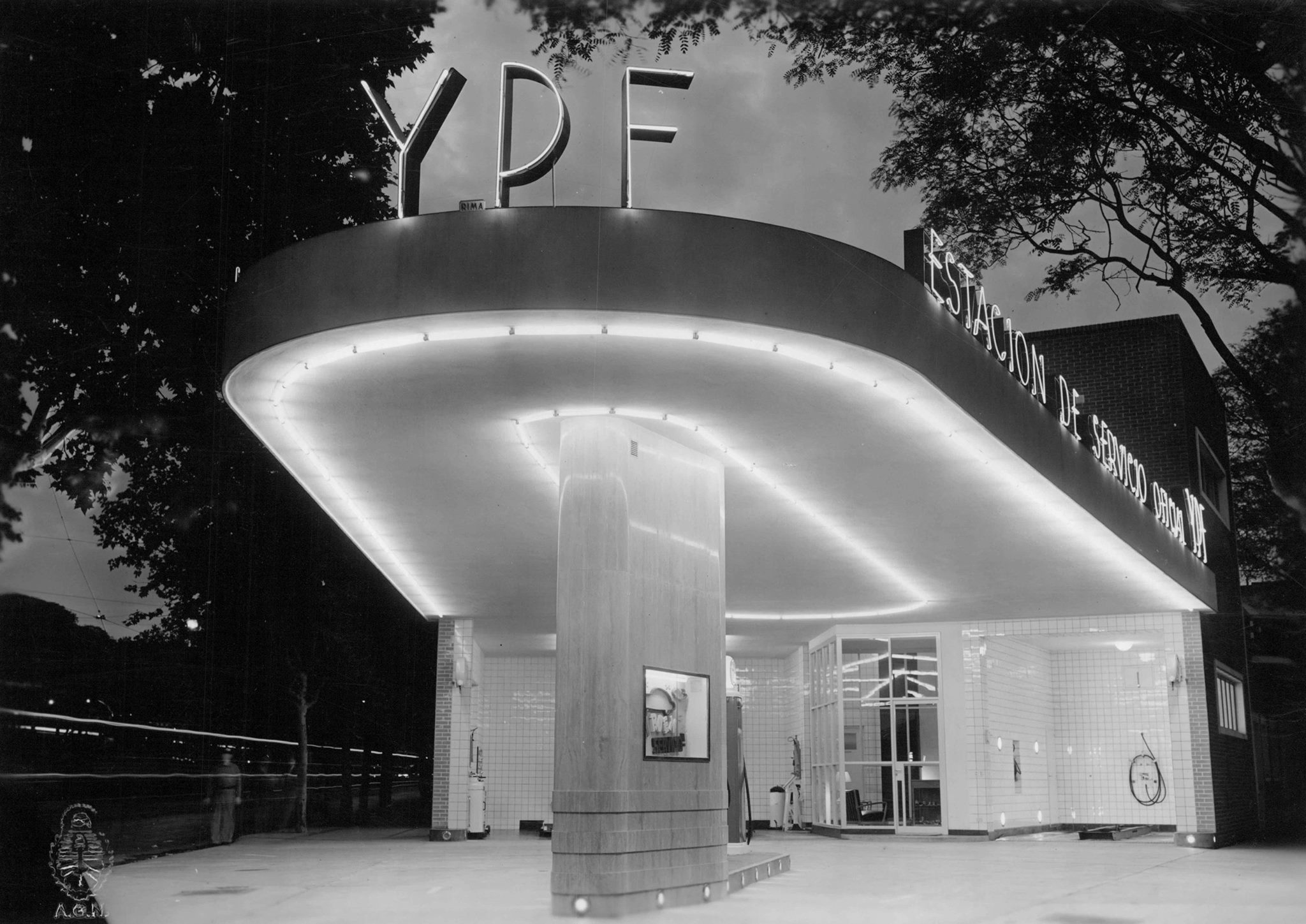
Estación de servicio de YPF en Buenos Aires en 1951.

En 1945 el presidente de aquel entonces retomó la política energética, mediante la nacionalización de los hidrocarburos que quedó respaldada gracias al artículo 40 de la Constitución de 1949. En seis años de gobierno se llegó a aumentar en un 50 % la producción de petróleo, llegando a tener el 84 % del total de la extracción de crudo. Siguiendo una política industrial desarrollista, con el fin de promover la industrialización acelerada del país, se alentó el ingreso del capital industrial extranjero, con ese objetivo se firmó un contrato el 11 de diciembre de 1947 entre YPF y la empresa petrolera estadounidense Drilexco, para la exploración de cuarenta pozos de petróleo, ya que los recursos que tenía el Estado para lograr el autoabastecimiento no eran suficientes. La ley fue sancionada con éxito en 1953. En ese marco se firmó en 1954 un acuerdo con Standard Oil para explotar una extensa área del sur argentino con yacimientos que establecía una inversión privada de 13 500 000 dólares en cuatro años para explorar y explotar un área aproximada a los 50 000 km² en la provincia de Santa Cruz. Tras seis años YPF aumentó en 50 % la producción de petróleo y alcanzó a tener 84 % del total de la extracción de crudo.
El 19 de septiembre de 1955, durante el Golpe de Estado que derrocó al presidente constitucional Juan Domingo Perón, fueron atacados los tanques de combustible de la empresa en Mar del Plata. 63 proyectiles fueron disparados sobre la propiedad de YPF. El ataque tenía como objetivo instalar por la fuerza en el poder a la dictadura de Pedro Eugenio Aramburu y luego a Isaac Rojas. Paralelamente en La Plata, la destilería de YPF es atacada por militares, muriendo alrededor de 14 personas, entre ellos los trabajadores petroleros René Arnaldo Isuz, Pedro Álvarez, Marino Vuelta y Ángel Altuna.

### Gobiernos de Frondizi e Illia
Al momento de asumir el gobierno Arturo Frondizi en 1958, YPF aun era incapaz de alcanzar el autoabastecimiento de petróleo. Frondizi declaró que su política petrolera estaría asentada en tres pilares: la nacionalización del petróleo, el monopolio de YPF y el autoabastecimiento petrolero. Sin embargo, al poco tiempo reconoció que la petrolera estatal no podría lograr el autoabastecimiento y sería necesario recurrir al capital extranjero.
Durante su gestión se produjeron compras de maquinaria y construcción de infraestrutura que llevaron a YPF a duplicar su producción. Esto, sumado a la producción de las empresas extranjeras, llevó la producción total del país a las 15 600 000 toneladas de petróleo. De esta manera se logró el autoabastecimiento por primera vez en cincuenta años.
Frondizi fue depuesto por un golpe militar en 1962 y, luego de un breve interinato, asumió el gobierno el radical Arturo Illia quien ganó las elecciones de 1963. Illia se comprometió durante su campaña a disolver los contratos petroleros de Frondizi. Por medio de los decretos 744 y 745/63 se anularon los contratos que YPF había firmado con compañías petroleras extranjeras. Como consecuencia, YPF perdió el autoabastecimiento, y además la producción petrolera en 1965 fue inferior a la del año anterior. Durante el gobierno de Illia disminuyó tanto la producción de petróleo como la perforación de nuevos pozos.

### Década de 1970
La dictadura militar de Onganía dispuso el fin del monopolio de YPF, permitiendo la entrega de nuevas concesiones.
En 1976 la dictadura militar autodenominada Proceso de Reorganización Nacional anuncia su política petrolera que consiste en la intervención cada vez mayor de las empresas privadas en detrimento de YPF. Durante este período la deuda de la empresa aumentó un 16.13 % hasta llegar a los seis mil millones de dólares, al mismo tiempo que se despedía a trece mil empleados. El aumento de la deuda estuvo relacionado con la desfinanciación de la compañía, debido a que el Ministerio de Economía retenía una parte del precio de la nafta en el surtidor.

### Privatización de la compañía
Como la mayoría de las empresas públicas argentinas, fue privatizada durante el gobierno de Carlos Saúl Menem. Su privatización fue orquestada por su entonces presidente, el ingeniero industrial José Estenssoro. Entre 1989 y 1992, se llevaron a cabo las principales reformas. El primer paso en este proceso de enajenación fue el cambio de tipo societario de Yacimientos Petrolíferos Fiscales (que era una Sociedad del Estado) para convertirse en una Sociedad Anónima (YPF S. A.). En 1993 el Estado mantenía el 20 % de las acciones y la acción de oro, y un 12 % quedaba en manos de los estados provinciales. El sector privado era propietario del 46 % del accionariado y lo componían bancos y fondos de inversión de diversos países. En 1998, el sector privado ya poseía casi el 75 % de las acciones, aunque el Estado mantenía la acción de oro.

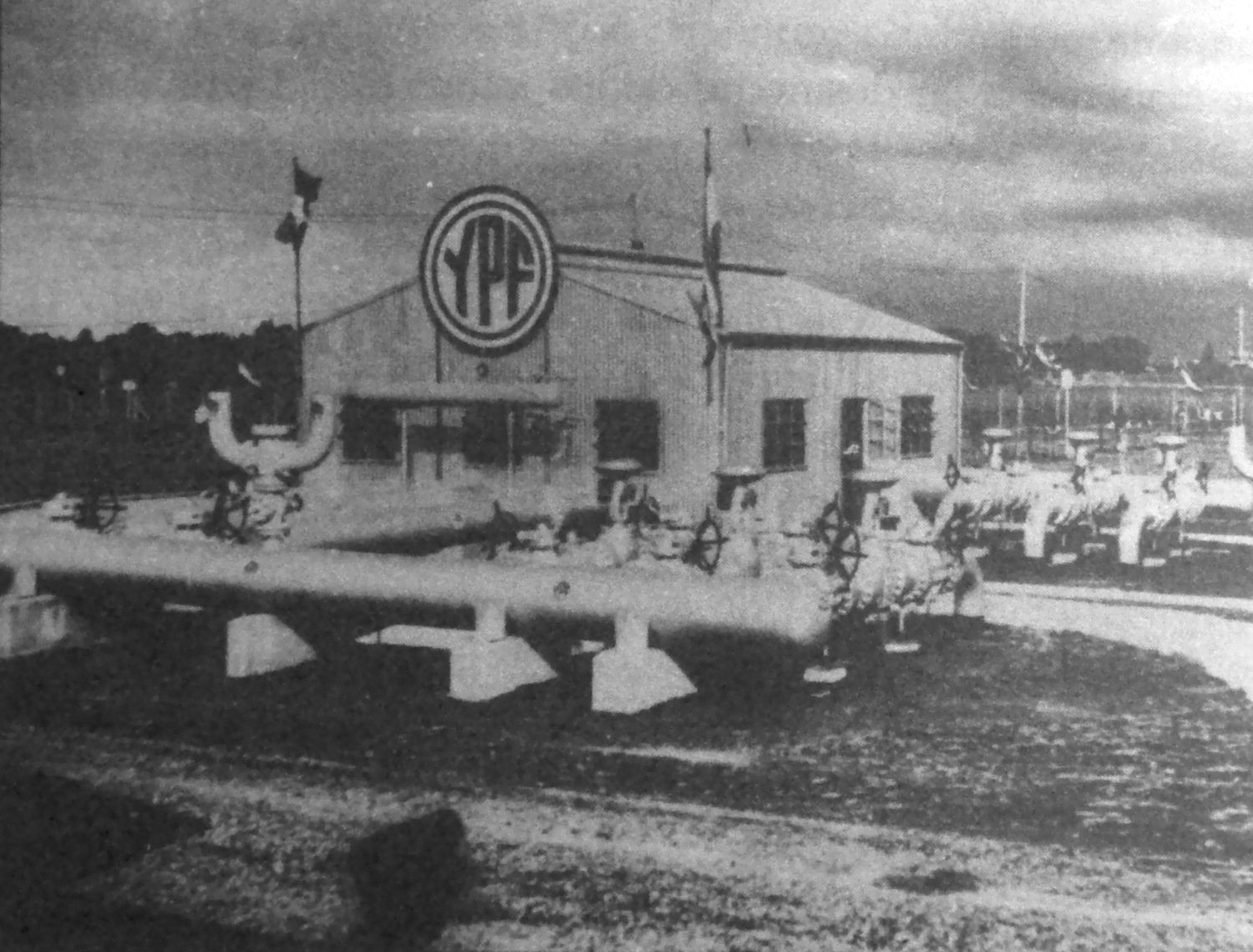
Galpón con válvulas separadoras del gasoducto Campo Durán, en General Pacheco, 1959.

Finalmente, la privatización culminó en 1999, cuando el Estado argentino vendió a Repsol un 14.99 % de las acciones de YPF, la transacción le costó a la petrolera española 13 437 millones de euros y permitió a Repsol YPF convertirse en la octava productora de petróleo y la decimoquinta compañía energética del mundo.

#### Evolución en manos privadas
En diciembre de 2007, el Grupo Petersen, conglomerado empresarial argentino al mando de Enrique Eskenazi, compró el 14.9 % de YPF S.A., pasando al año siguiente a tener un 15.46 %. El 4 de mayo de 2011 aumentó su participación accionaria en la compañía en un 10 %. Para el 31 de diciembre de 2011 el Grupo Petersen poseía el 25.46 % de YPF, la compañía Repsol el 57.43 %, el 17.09 % restante estaba en manos de inversores privados, flotando en bolsa, y un 0.02 % en poder del Estado argentino, que conservaba la acción de oro.

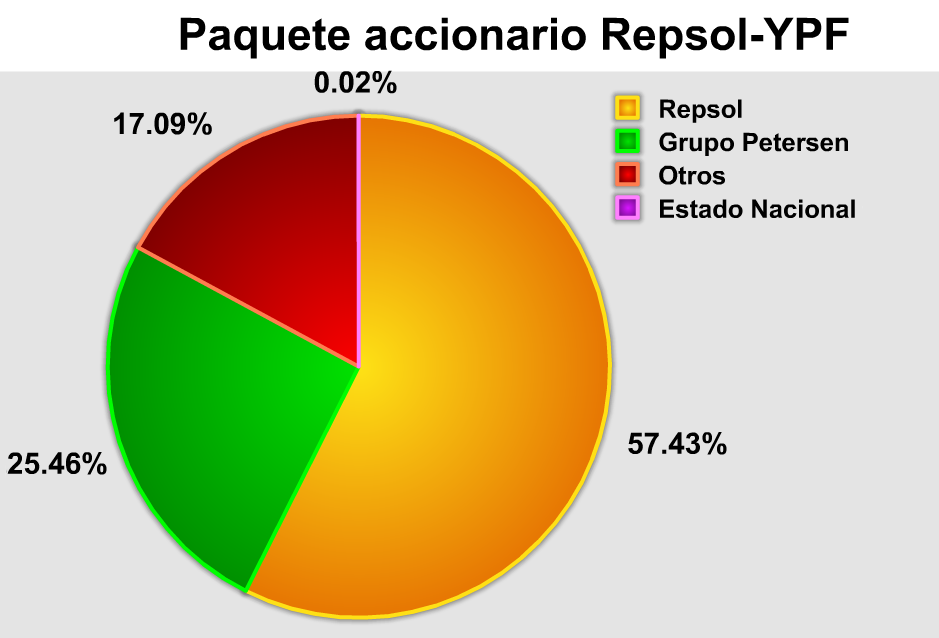
Antiguo paquete accionario de Repsol-YPF, previo a la expropiación.

En 2012 Repsol, dada la situación causada por la crisis económica de 2008 se desprendió de otro 14.4 % de las acciones en favor del grupo Petersen. Ese año YPF controló el 32 % de la producción de hidrocarburos y el 23 % de la de gas.
En 2011 se confirmó la existencia de reservas de Shale (petróleo de esquisto o shale oil y gas de lutita o shale gas) en el yacimiento Vaca Muerta, una formación situada en la Cuenca Neuquina. En febrero de 2012, YPF dio una estimación de reservas de 22 500 millones de BEP.
En la última semana de marzo de 2012, algunos gobiernos provinciales expropiaron áreas con yacimientos petroleros que estaban en concesión de Repsol YPF, debido a la baja producción de la empresa y a la falta de inversiones registrada durante muchos años. Tres áreas fueron retiradas o «expropiadas» a la petrolera: en la provincia de Neuquén, una llamada «Don Ruiz» de 109.1 km² y Chihuido de la Salina Sur y Portezuelo Minas, que suman en total una superficie de 242.4 km². En consecuencia, las acciones de YPF decayeron un 15% en las bolsas. Ĺas provincias de Mendoza, Neuquén, Río Negro y Santa Cruz también cancelaron las concesiones a Repsol YPF.
| Producción y utilidades de YPF durante la gestión de Repsol | Producción y utilidades de YPF durante la gestión de Repsol      | Producción y utilidades de YPF durante la gestión de Repsol                      | Producción y utilidades de YPF durante la gestión de Repsol | Producción y utilidades de YPF durante la gestión de Repsol   | Producción y utilidades de YPF durante la gestión de Repsol | Producción y utilidades de YPF durante la gestión de Repsol | Producción y utilidades de YPF durante la gestión de Repsol | Producción y utilidades de YPF durante la gestión de Repsol | Producción y utilidades de YPF durante la gestión de Repsol | Producción y utilidades de YPF durante la gestión de Repsol | Producción y utilidades de YPF durante la gestión de Repsol |
| Año (al 31 de diciembre)                                    | Reservas estimadas y probadas de petróleo (millones de barriles) | Reservas estimadas y probadas de gas natural (miles de millones de pies cúbicos) | Producción de petróleo (millones de barriles)               | Producción de gas natural (miles de millones de pies cúbicos) | Patrimonio neto (millones de pesos argentinos)              | Ventas netas (millones de pesos argentinos)                 | Utilidad bruta (millones de pesos argentinos)               | Utilidad operativa (millones de pesos argentinos)           | Utilidad neta (millones de pesos argentinos)                | Utilidad neta por acción                                    | Pesos argentinos por dólar estadounidense                   |
| ----------------------------------------------------------- | ---------------------------------------------------------------- | -------------------------------------------------------------------------------- | ----------------------------------------------------------- | ------------------------------------------------------------- | ----------------------------------------------------------- | ----------------------------------------------------------- | ----------------------------------------------------------- | ----------------------------------------------------------- | ----------------------------------------------------------- | ----------------------------------------------------------- | ----------------------------------------------------------- |
| 1997                                                        | 1450                                                             | 9736                                                                             | 182                                                         | 485                                                           | 6940                                                        | 6121                                                        | 2405                                                        | 1608                                                        | 877                                                         | 2.48                                                        | 1.0014                                                      |
| 1998                                                        | 1517                                                             | 10 387                                                                           | 190                                                         | 518                                                           | 7209                                                        | 5481                                                        | 1900                                                        | 1127                                                        | 580                                                         | 1.64                                                        | 1.0010                                                      |
| 1999                                                        | 1449                                                             | 11 150                                                                           | 174                                                         | 640                                                           | 7375                                                        | 6578                                                        | 2382                                                        | 1515                                                        | 477                                                         | 1.35                                                        | 1.0014                                                      |
| 2000                                                        | 1662                                                             | 10 088                                                                           | 164                                                         | 619                                                           | 18 095                                                      | 13 570                                                      | 6969                                                        | 5392                                                        | 2681                                                        | 7.59                                                        | 1.0014                                                      |
| 2001                                                        | 1665                                                             | 10 179                                                                           | 182                                                         | 559                                                           | 18 508                                                      | 12 990                                                      | 6184                                                        | 4240                                                        | 1788                                                        | 4.55                                                        | 1.1499                                                      |
| 2002                                                        | 1387                                                             | 8974                                                                             | 160                                                         | 543                                                           | 20 283                                                      | 15 314                                                      | 7827                                                        | 6443                                                        | 3344                                                        | 8.50                                                        | 3.4050                                                      |
| 2003                                                        | 1269                                                             | 7980                                                                             | 157                                                         | 644                                                           | 22 534                                                      | 17 514                                                      | 9758                                                        | 7955                                                        | 4628                                                        | 11.77                                                       | 2.9400                                                      |
| 2004                                                        | 1108                                                             | 6816                                                                             | 146                                                         | 705                                                           | 22 087                                                      | 19 931                                                      | 10 719                                                      | 8471                                                        | 4876                                                        | 12.40                                                       | 2.9750                                                      |
| 2005                                                        | 777                                                              | 4683                                                                             | 134                                                         | 668                                                           | 22 546                                                      | 22 901                                                      | 11 643                                                      | 9161                                                        | 5337                                                        | 13.57                                                       | 3.0320                                                      |
| 2006                                                        |                                                                  |                                                                                  | 126                                                         | 651                                                           | 24 345                                                      | 25 635                                                      | 9814                                                        | 6883                                                        | 4457                                                        | 11.33                                                       | 3.0620                                                      |
| 2007                                                        |                                                                  |                                                                                  | 120                                                         | 635                                                           | 26 060                                                      | 29 104                                                      | 10 104                                                      | 6657                                                        | 4086                                                        | 10.39                                                       | 3.1490                                                      |
| 2008                                                        |                                                                  |                                                                                  | 115                                                         | 607                                                           | 20 356                                                      | 34 875                                                      | 10 862                                                      | 6665                                                        | 3640                                                        | 9.25                                                        | 3.4530                                                      |
| 2009                                                        |                                                                  |                                                                                  | 111                                                         | 533                                                           | 17 701                                                      | 34 320                                                      | 11 143                                                      | 6999                                                        | 3689                                                        | 9.38                                                        | 3.8000                                                      |
| 2010                                                        | 530                                                              | 2531                                                                             | 107                                                         | 491                                                           | 19 040                                                      | 44 162                                                      | 14 263                                                      | 9475                                                        | 5790                                                        | 14.72                                                       | 3.9760                                                      |
| 2011                                                        | 583                                                              | 2360                                                                             | 100                                                         | 441                                                           | 18 735                                                      | 56 697                                                      | 14 765                                                      | 8563                                                        | 5296                                                        | 13.47                                                       | 4.3040                                                      |

### Nacionalización

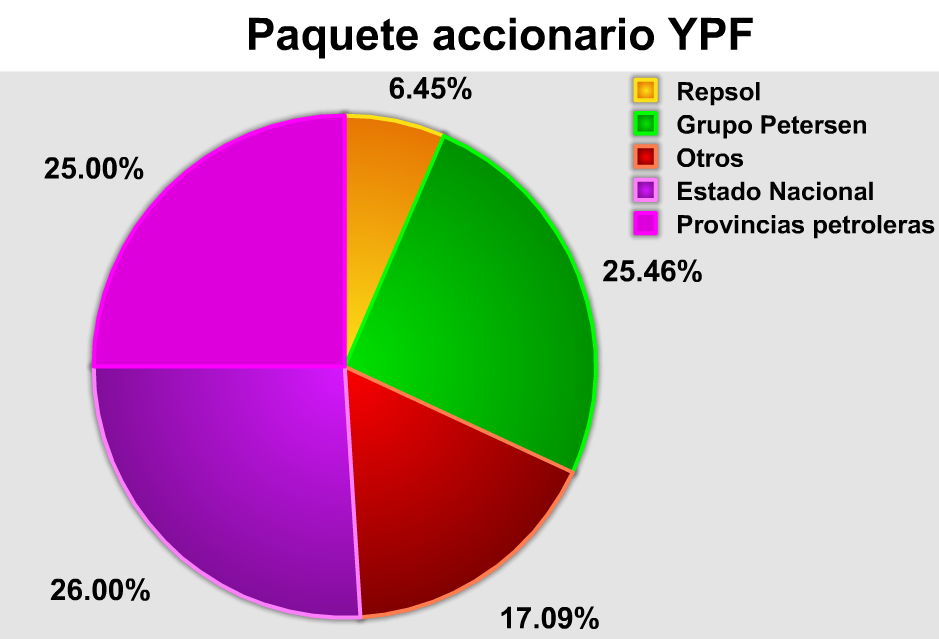
Paquete accionario de YPF, tras la expropiación por el Estado Nacional

El 16 de abril de 2012, la presidenta Cristina Fernández de Kirchner presentó el proyecto de ley «De la soberanía hidrocarburífera de la República Argentina» que dispone la estatización parcial de YPF. El proyecto declara de «interés público y nacional» al «autoabastecimiento de hidrocarburos», argumentando que «no es un modelo de estatización sino de recuperación de la soberanía. Seguimos manteniendo el modelo de Sociedad anónima y el de una conducción profesionalizada».

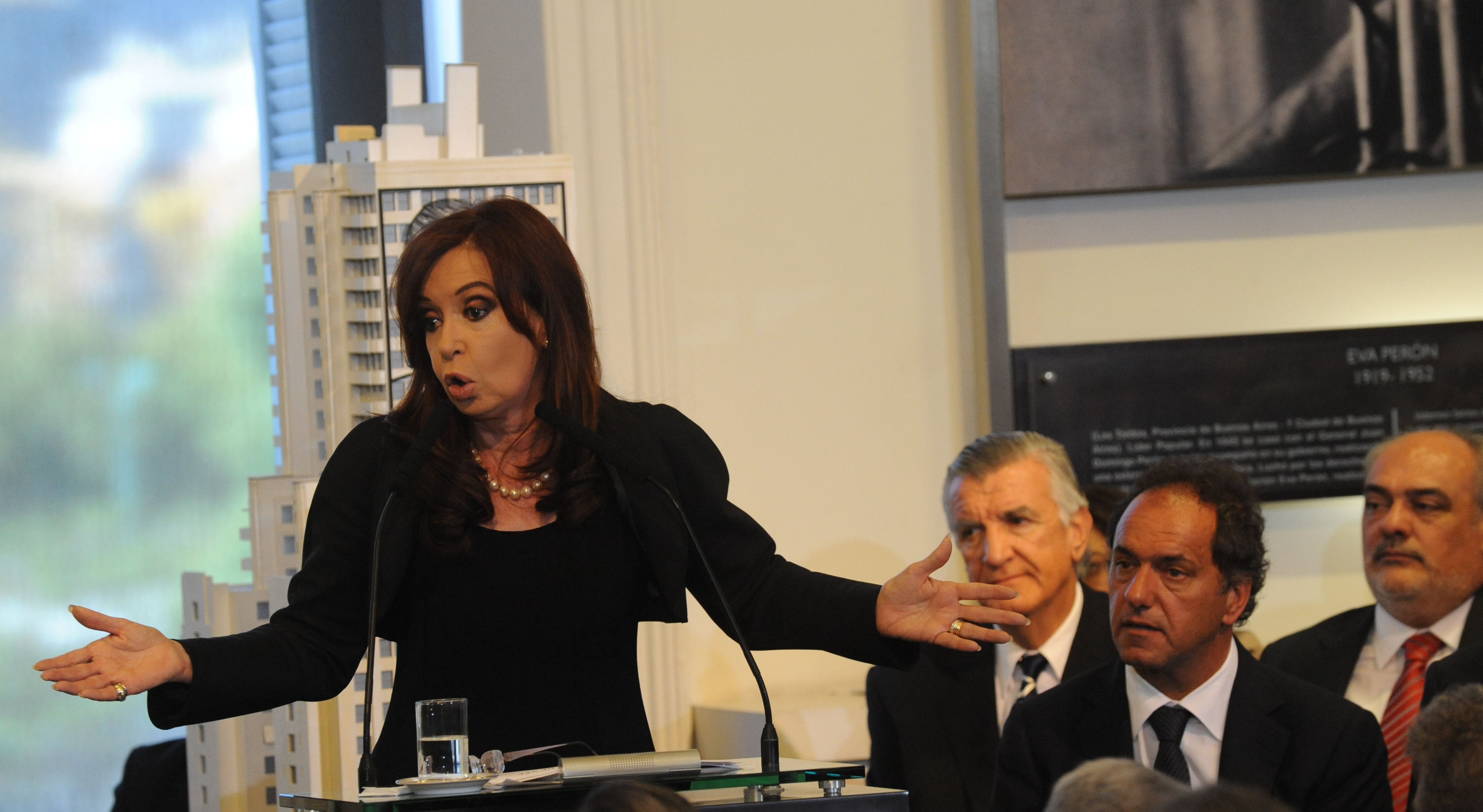
Cristina Fernández de Kirchner anunciando la expropiación de parte de YPF.

Este proyecto se redactó de acuerdo al artículo 31 de la Ley de Hidrocarburos 17319/67, que especifica que los concesionarios petroleros deben efectuar las inversiones que sean necesarias para la ejecución de los trabajos que exija el desarrollo de toda la superficie abarcada por la concesión, […] asegurando la máxima producción de hidrocarburos compatible con la explotación adecuada y económica del yacimiento y la observancia de criterios que garanticen una conveniente conservación de las reservas y el autoabastecimiento de hidrocarburos,  por lo que se declaró el 51 % del patrimonio de YPF de utilidad pública y sujeto a expropiación. Hernán Lorenzino, ministro de Economía y Finanzas Públicas de Argentina, sostuvo que «durante su gestión al frente de YPF, Repsol dedicó a la exploración sólo el 0.2 % de sus ingresos totales», a pesar de que YPF representaba el 15 % de sus operaciones. Cristina Fernández de Kirchner fundamento que «de proseguir con esta política de vaciamiento, de no producción, de no exploración, prácticamente nos tornaríamos en un país inviable, por políticas empresariales y no por recursos, ya que somos el tercer país en el mundo —según la agencia de petróleo de los Estados Unidos— luego de China y Estados Unidos en [materia de recursos de] gas» y también que «es la primera vez en 17 años que Argentina tiene que importar gas y petróleo».
La disminución de las reservas de petróleo durante la gestión de Repsol en YPF fue el principal motivo de la expropiación. Desde la adquisición por Repsol en 1999 y hasta fines de 2011 esa caída fue del 54 % en petróleo y del 97 % en gas, La falta de inversión y una escasa producción, llevó a que en 2011 —por primera vez desde que se privatizó la empresa en los años 90— Argentina tuviera que importar más gas y petróleo del que produjo.
Del 51 % expropiado, un 49 % se destinó a las provincias y el 51 % restante al Estado Nacional.  Como interventor fue designado Julio de Vido, desplazando a Enrique Eskenazi y su hijo, Sebastián, hasta entonces presidente y vicepresidente primero de la empresa, respectivamente. En tanto, otros ejecutivos de Repsol y del Grupo Petersen abandonaron el edificio.
Simultáneamente, dictó un decreto de necesidad y urgencia (DNU) mediante el que se intervenía YPF durante un periodo inicial de treinta días y se nombraba como interventor a Julio de Vido, ministro de Planificación Federal, Inversión Pública y Servicios, acompañado por el viceministro de Economía Axel Kicillof. Pese a los treinta días de plazo establecidos, la intervención debía durar mientras el Tribunal de Tasaciones de la Nación fijaba el valor de la expropiación. El Gobierno fundamentó la intervención como necesaria «para asegurar el total y absoluto cumplimiento de las medidas que se propician a través del referido proyecto de ley (…), a fin de adoptar las disposiciones necesarias que la urgencia requiere, resulta imposible seguir los trámites ordinarios previstos por la Constitución Nacional para la sanción de las leyes, por lo cual se dispone la intervención transitoria de YPF por un plazo de treinta días con el fin de asegurar la continuidad de la empresa, la preservación de sus activos y de su patrimonio, el abastecimiento de combustibles y garantizar la cobertura de las necesidades del país».
El 19 de abril, el Poder Ejecutivo publicó un decreto por el que ampliaba la expropiación, incorporando a la misma la empresa distribuidora de gas licuado envasado Repsol YPF Gas S.A., cuya composición accionaria se divide entre Repsol Butano S.A. (84.997 %), Pluspetrol S.A. (15 %) y accionistas particulares (0.003 %). Lo hizo tras comprobar que Repsol YPF Gas S.A. no era técnicamente una sociedad controlada por YPF S.A., aunque sí tenía vinculación comercial directa con Repsol/YPF, que era el principal proveedor del combustible que esta empresa procesa, fracciona y comercializa. Repsol/YPF también era su proveedor de servicios de sistemas, administrativos y financieros, de apoyo a su operativa.
Las repercusiones incluyeron una ofensiva diplomática del presidente español Rajoy en otros países de la región, advertencias del Ministro de Industria José Manuel Soria de medidas "claras y decisivas" del gobierno español, la afirmación del canciller José García-Margallo y Marfil de que Argentina se había "pegado un tiro en el pie" al dañar las relaciones con España, y otras amenazas.
También se dijo que la petrolera estatal china, Sinopec, estaba en ese momento en tratativas para comprar la participación de Repsol en YPF – un posible negocio frustrado por el anuncio argentino. Tanto las acciones de Repsol como las de YPF cayeron con fuerza antes y después del anuncio,y el costo de asegurar los bonos del gobierno argentino contra la falta de pago aumentó sensiblemente.  El presidente de Repsol, Brufau, estimó la pérdida potencial de la compañía en 5.700 millones de euros (7.500 millones de dólares).
El mayor accionista minoritario, el Grupo Petersen, había financiado su compra inicial del 15% de las acciones con un préstamo del vendedor Repsol por 1.500 millones de euros, además de bancos privados como Credit Suisse, BNP Paribas, Goldman Sachs y Banco Itaú. El acuerdo contemplaba un esquema de reparto de dividendos que le permitiera a la familia Eskenazi -titular del Grupo Petersen- pagar los créditos con esos fondos.  El acuerdo de 2008 requería que Repsol recomprara acciones propiedad del Grupo y asumiera el préstamo en caso de que la firma con sede en Madrid perdiera el control mayoritario de YPF.
El Senado de Argentina aprobó la toma de posesión el 26 de abril con 63 votos a favor de la medida, tres en contra y cuatro abstenciones. La Cámara de Diputados, a su vez, aprobó el proyecto de ley el 4 de mayo con 208 votos a favor y 257 en contra, y seis abstenciones. La presidente promulgó la ley de renacionalización el 5 de mayo. Miguel Galluccio, un ingeniero petrolero argentino con experiencia tanto en YPF como en el líder de servicios petroleros Schlumberger como presidente de su división de gestión de producción en Londres, fue designado CEO.
El viceministro de Economía argentino, Axel Kicillof, rechazó las demandas iniciales de Repsol de pago de US$10.500 millones por una participación del 57% en YPF (el Estado pretendía el 51%), argumentando que la empresa poseía deudas hacia el Estado argentino por casi US$9.000 millones. El valor contable de YPF era de US$4.400 millones al cierre de 2011; y su capitalización de mercado total al día del anuncio era de 10.400 millones de dólares. Los funcionarios de Repsol sometieron el asunto al arbitraje del CIADI del Banco Mundial. El gobierno argentino y Repsol llegaron a un acuerdo en principio sobre la compensación en noviembre de 2013, y el 25 de febrero de 2014, Repsol anunció el acuerdo final de que el gobierno argentino proporcionaría a Repsol bonos gubernamentales argentinos garantizados de distintos vencimientos, con un monto nominal que variaría para asegurar que Repsol recibiera de hecho US$ 5.000 millones en compensación por el 51% de YPF nacionalizada.
Inmediatamente después de tomar el control de la empresa, el Gobierno argentino suspendió el reparto de dividendos, lo que afectó financieramente a las empresas del grupo Petersen, que contaban con esos ingresos para saldar los préstamos que habían tomado para comprar el 25% de las acciones a Repsol. Las dos empresas de propiedad del Grupo Petersen que habían participado en la operación tenían domicilio legal en España, razón por la cual se presentaron en concurso de acreedores por ante el Juzgado Mercantil N° 3 de Madrid, que designó a un síndico y subastó el derecho a litigar. Este derecho fue adquirido por el fondo de inversiones Burford Capital. Éste demandó al Estado argentino basado en el artículo 7° del Estatuto de YPF, si alguien compraba más del 15% de la empresa debería ofrecer lo mismo a todos los accionistas y no sólo a Repsol. Además, alegaron perjuicio dolosoporque tras entrar en la compañía (los primeros interventores fueron los entonces viceministro de Economía, Axel Kicillof, y el ministro de Planificación Federal, Julio de Vido), el Estado decidió suspender el giro de dividendos que había sido acordado entre Repsol y el Grupo Petersen, lo que desencadenó que las empresas de los Eskenazi entraran en default al no poder pagar sus deudas.
Burford Capital fundamentó su pretensión de dolo en la misma intervención de Kicillof ante el plenario de las comisiones de Presupuesto y Hacienda, Asuntos Constitucionales, y Minería, Energía y Combustibles del Senado, el 17 de abril de 2012, cuando se debatía la expropiación de YPF. En esa ocasión el viceministro reconoció la norma del artículo 7° y la decisión del gobierno de no cumplirla: "en ese leonino estatuto interno que dijeron que si alguien osaba poner un pie, como al propio Estado… Porque créanme que si uno quería comprar acciones para entrar a la compañía y pasaba el 15%, pisaba la trampa del oso y tenía que comprar el ciento por ciento a un valor equivalente a US$ 19.000 millones. ¡Porque los tarados son los que piensan que el Estado tiene que ser estúpido y comprar todo según la ley de la propia YPF, respetando su estatuto! ¿Si no dónde está la seguridad jurídica?".
La demanda por la expropiación de YPF se inició en abril de 2015, durante la presidencia de Cristina Fernández de Kirchner y el proceso se extendió durante las gestiones de Mauricio Macri, Alberto Fernández y Javier Milei. Pese a estos cambios, la estrategia de la defensa argentina no se modificó.
El 31 de marzo de 2023 la jueza del Distrito Sur de Nueva York, Loretta Preska, hizo lugar al pedido de los demandantes y señaló que la Argentina “incumplió el contrato” de YPF al reestatizar la compañía sin ofrecer una compensación a todos los accionistas. No obstante, excluyó de responsabilidad a YPF, entendiendo que el demandante “ha demostrado la existencia de un contrato válido y vinculante contra la República, pero no contra YPF”, por lo que eximió a la compañía de afrontar las indemnizaciones. Ésta debe ser asumida en un 100 % por el Estado argentino. Para fijar el valor de la indemnización la jueza Preska determinó que la fecha exacta en la que se ejecutó la estatización de YPF fue el 16 de abril de 2012, y por lo tanto es desde esa fecha que deben calcularse los intereses punitorios. El 15 de septiembre de ese año Preska puso fin al litigio al ordenar al Gobierno el pago de US$ 16,1 mil millones por la estatización de YPF: US$ 14,4 mil millones correspondientes al Grupo Petersen y US$ 1,7 mil millones a Eton Park.
El 15 de junio de 2025, ante la falta de un acuerdo de pago, la misma magistrada ordenó a la Argentina entregar el 51% de las acciones de YPF para pagar una indemnización. Esta medida fue recurrida por el Estado argentino, pidiendo la suspensión de la ejecución de sentencia, pero la petición fue rechazada in limine el 14 de julio de 2025. Ante la petición de ambas partes para que se les conceda un plazo mayor para entregar sus argumentos, el caso fue tomado por la Cámara de Apelaciones del Segundo Circuito, que suspendió provisoriamente la ejecución del fallo de Preska y fijó nuevos plazos para escuchar a los demandantes y demandados. Recién después de cumplido ese trámite, la Cámara decidirá si efectivamente Argentina debe entregar las acciones, como decidió Preska, o no.

#### Gestión estatal
La ley fue promulgada por el decreto n.º 660 y se anunció la designación del ingeniero Miguel Galuccio como gerente general de YPF. En su alocución, la presidenta afirmó:

La idea es esencialmente una YPF absolutamente moderna, competitiva, con gente profesional y con dirección política, con la meta de tener autoabastecimiento y superávit hidrocarburífero que sostenga el crecimiento de la actividad y el empleo. [Agradezco] a los distintos partidos de la oposición que acompañaron el proyecto en su esencia que es la de recuperar un instrumento básico, más allá de los matices y de las lógicas diferentes.
Cristina Fernández de Kirchner

Un mes después, se concretó la primera Asamblea de accionistas que realizó la empresa con mayoría accionaria estatal, Axel Kicillof fue designado Director titular por las acciones Clase A en representación del Estado Nacional. El nuevo directorio tenía diecisiete miembros titulares y once suplentes. El Poder Ejecutivo designó siete: Axel Kicillof, Miguel Galuccio, Carlos Alfonsi, Rodrigo Cuesta, Fernando Giliberti, Rodrigo Dasso y Guillermo Pereyra. Las provincias nombraron cinco: Gustavo Nagel (Neuquén), Rodrigo Ivovich (Santa Cruz), Oscar Cretini (Chubut), Walter Vázquez (Mendoza) y Oscar Lamboglia (Río Negro). Además asumieron cuatro directores independientes propuestos por el Estado: Eduardo Basualdo, Héctor Valle, José Iván Brizuela y Sebastián Uchitel. El único director en representación de los privados fue para Repsol, que nombró a Luis García del Río.

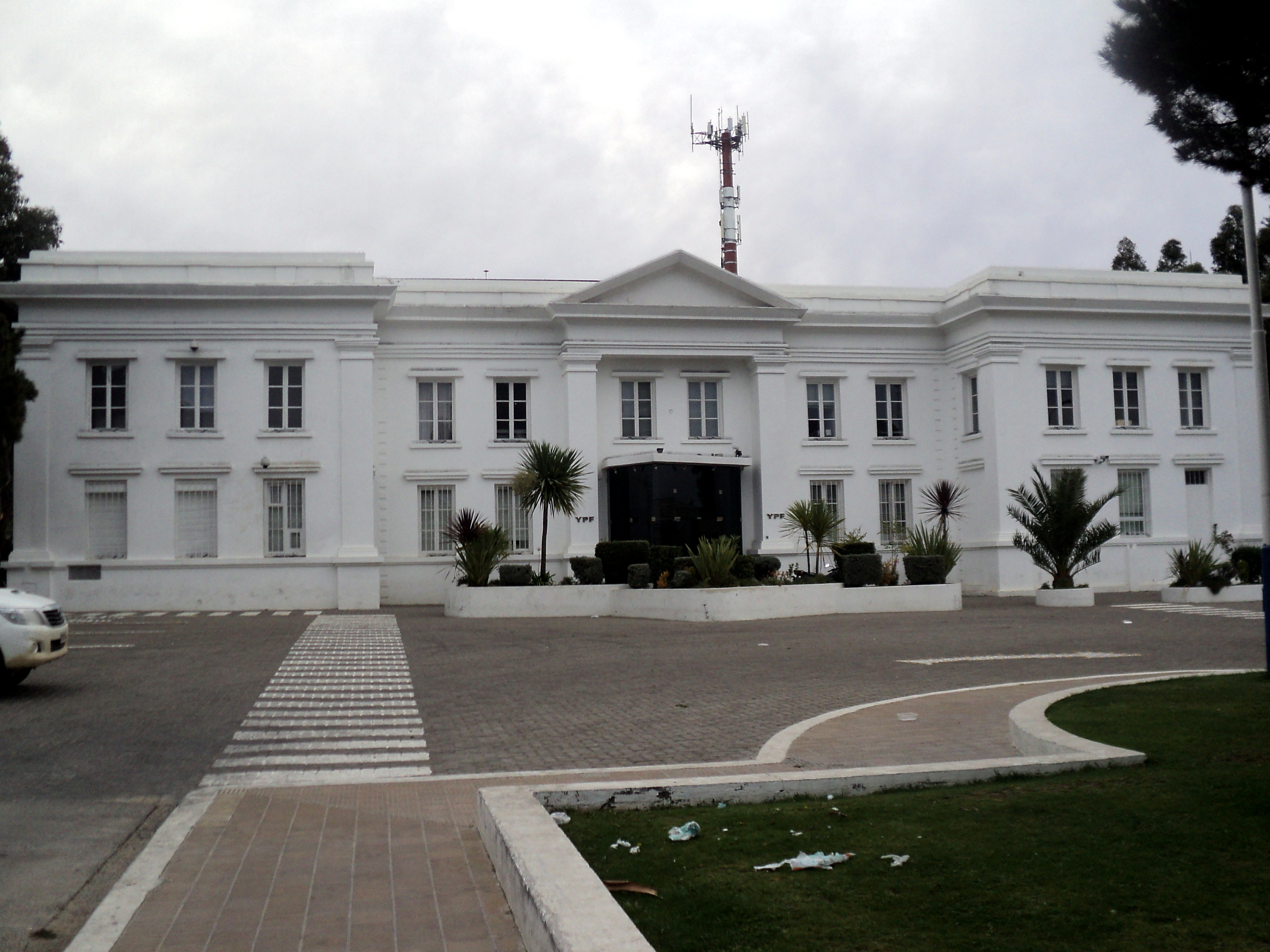
Administración y sede regional de YPF en Comodoro Rivadavia.

El 1 de julio de 2012, Axel Kicillof y Julio De Vido presentaron el Informe Mosconi como balance de la intervención que encabezaron en YPF hasta la sanción de la ley. Allí se exponen los resultados de la investigación llevada a cabo para «aportar evidencia sobre la estrategia de depredación, desinversión y desabastecimiento del mercado interno que desplegó el grupo Repsol desde que tomó el control de YPF en el año 1999», según se anuncia en la introducción. Conjuntamente con la Jefatura de Gabinete de Ministros, el Informe Mosconi se editó como cuadernillo de la colección Acceso a la Información, en cumplimiento del derecho de acceso a la información que garantiza la Constitución nacional. Junto a Juan Manuel Abal Medina y Damián Loretti, Kicillof presentó la publicación, con el objetivo de mostrar las acciones de Gobierno ya que se trata de información útil para los argentinos. «El informe Mosconi muestra los fundamentos claros y contundentes de que no había otra opción que hacer lo que se hizo y recuperar el manejo para el Estado nacional», resaltó el subsecretario de Política Económica en ese momento.
La nacionalización impactó enormemente en Repsol. Además de haber perdido un peso importante en el IBEX 35, la calificadora Moody's Co. rebajó su calificación, tras las perspectivas negativas. Habiendo perdido el mayor de sus activos y dividendos de entre cuatrocientos y seiscientos millones de euros, se estimaba que la empresa debía ampliar en tres mil millones su capital para compensar la pérdida.
Bajo la gestión estatal, la empresa cuadruplicó los pozos de exploración respecto del promedio de los tres años anteriores, y aumentó la perforación de pozos de explotación de 290 anuales, entre 2009-11, a 384 en 2012, un 33 % más. Si se compara el período junio de 2012-mayo de 2013 con el año inmediato anterior, los pozos exploratorios pasaron de 21 a 31, un crecimiento del 48 %, y los de explotación de 363 a 478.32 % más.
Hacia el año 2015 YPF alcanzó un 62.5 % de participación en el mercado argentino de naftas premium y 55.7 % de nafta súper. Ese mismo año se anunció el descubrimiento de un nuevo pozo petrolero en los Caldenes, en la provincia de Río Negro, con recursos estimados en cuarenta millones de barriles. En los primeros tres años de gestión por parte de la YPF nacionalizada se pasó de los US$ 2000 millones de inversión en 2011 a los US$ 6000 millones estimados para 2015.
La evolución de los precios del petróleo a entre mediados de 2015 y principios de 2016 provocó para el año 2015 una caída interanual del 49.1 % en las ganancias netas, y un recorte de la inversión del 25 % para el año 2016. Durante el primer cuatrimestre de 2016 debido al precio internacional en baja y a la devaluación de la moneda local respecto al dólar, YPF mostró una caída en sus ganancias operativas del 63.8 %. YPF sufrió en el primer semestre de 2016 los efectos de la inflación y la caída general de la actividad. Por primera vez desde la nacionalización, la petrolera cerró un trimestre con pérdidas por 753 millones de dólares. Tal evolución explica gran parte del desplome de las utilidades netas de YPF. Las mismas se redujeron un 97.7 % durante 2016. Al analizar la deuda de la empresa estatal, resulta que las acreencias en pesos crecieron un 64 % en el primer semestre del 2016 comparado con el mismo lapso del 2015. Paralelamente comenzó a desprenderse de activos en las cuencas petroleras.
En 2019 124 estaciones de servicio de YPF pasaron a manos de una empresa estadounidense. Estas estaciones anteriormente pertenecían a Oil Combustibles, del empresario Cristóbal López y fueron adquiridas por la empresa estatal en sociedad con Dapsa cuando esta fue intervenida por la AFIP y estaba en proceso de quiebra. Si bien YPF se desprendió de la red de estaciones, si mantuvo en su patrimonio las refinerías de San Lorenzo y el sistema logístico de la antigua petrolera.

## Industria petroquímica

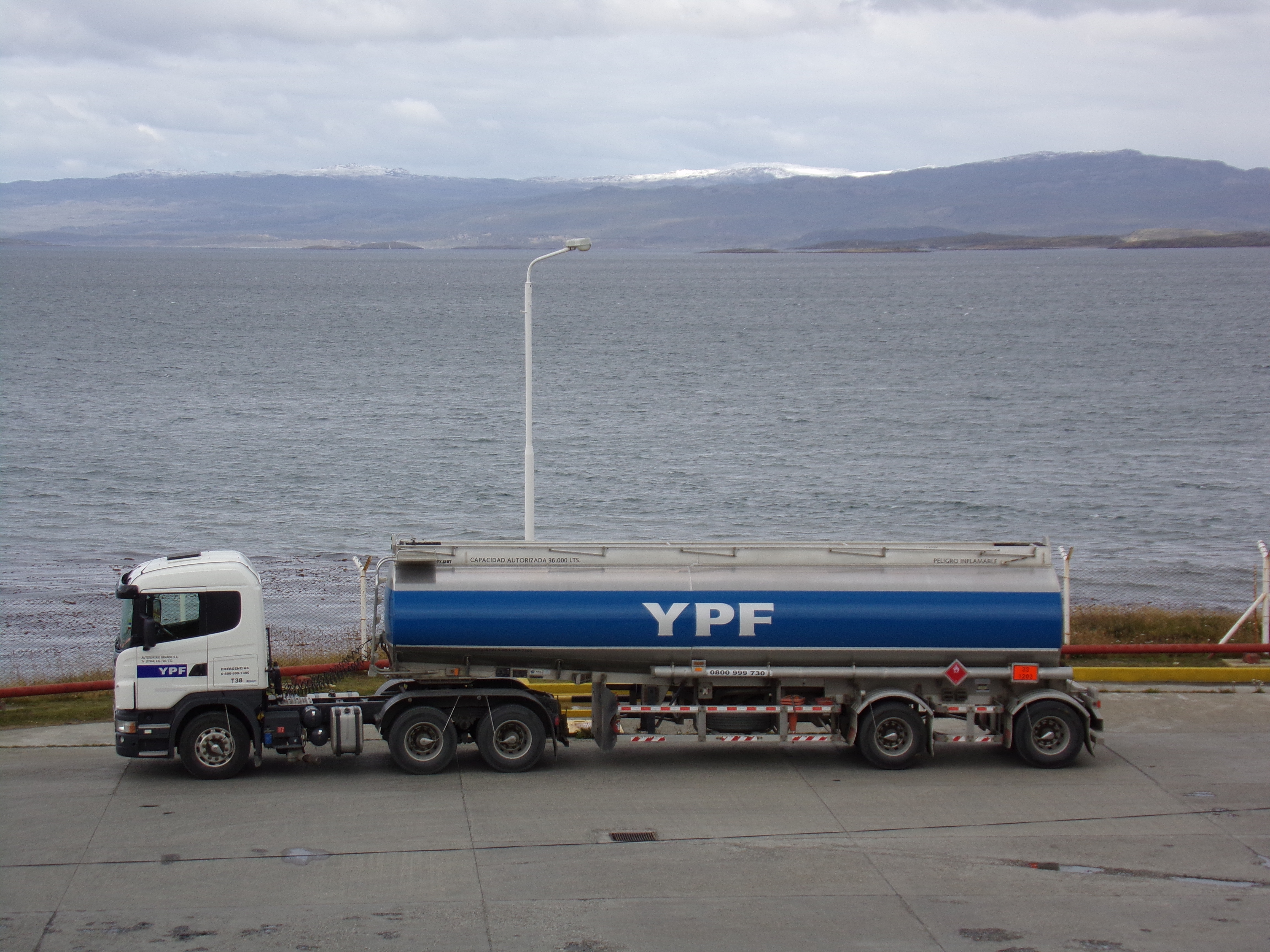
Camión de YPF a orillas de la bahía de Ushuaia, provincia de Tierra del Fuego, Antártida e Islas del Atlántico Sur.

La petrolera estatal es productora de materias primas básicas, intermedias y especialidades de la industria petroquímica, cuenta con tres complejos industriales integrados operativamente con sus tres refinerías (La Plata, Plaza Huincul y Luján de Cuyo) maximizando el agregado de valor a la producción de hidrocarburos.
En 2005, YPF, había abandonado su posición en este segmento, cuando su aún controlante, Repsol, emprendió una política de desinversión que la llevó a desprenderse de Petroken (vendida a Basell Ibérica) y antes de Polisur (al grupo Dow). A mediados de 2015 la petrolera anunció su regreso a un segmento estratégico de la industria petroquímica, la producción y comercialización de polímeros y el polipropileno, insumo básico en la fabricación de envases de alimentos, cañerías, tapas de envase y paragolpes de autos. A través de una inversión de 122 millones de dólares, la petrolera nacionalizada iba a recomprar el 50 % de las acciones de Petroken, a lo que suma el 46 % del paquete de Petrocuyo. Sin embargo, la operación se frustró debido a que el Banco Central no permitió la transferencia de divisas y el contrato se cayó.

## Presidentes de YPF
| N.º | Presidente                     | Periodo                                           |
| --- | ------------------------------ | ------------------------------------------------- |
| 1   | Enrique Mosconi                | 10 de noviembre de 1922 – 6 de septiembre de 1930 |
| 2   | Felipe Fliess                  | 1930 – 1931                                       |
| 3   | Enrique H. Zimmermann          | 1931 – 1932                                       |
| 4   | Ricardo Silveyra               | 20 de febrero de 1932 – 2 de febrero de 1943      |
| 5   | Enrique Butty                  | 4 de febrero de 1943 - 4 de junio de 1943         |
| 6   | José C. Gregores               | 1943 – 1944                                       |
| 7   | Alfredo José Intzaurgarat      | 1944 – 1946                                       |
| 8   | Ramón Albariño                 | 22 de febrero de 1946 – 28 de abril de 1949       |
| 9   | Julio V. Canessa               | 28 de abril de 1949 – 25 de agosto de 1950        |
| 10  | Bautista Frola                 | 1950 – 1951                                       |
| 11  | Armando Prada                  | 1951 – 1952                                       |
| 12  | José García Freire             | 1952                                              |
| 13  | Juan B. Siri                   | 1952 – 1953                                       |
| 14  | Luis M. Sáez Germain           | 1953 – 1955                                       |
| 15  | Alfredo José Intzaurgarat      | 1956 – 1958                                       |
| 16  | Arturo Sabato                  | 1958                                              |
| 17  | Horacio Aguirre Legarreta      | 1958 – 1960                                       |
| 18  | Juan José Bruno                | 1960 – 1962                                       |
| 19  | Rodolfo A. Fritte              | 1962                                              |
| 20  | Carlos A. González Torrontegui | 1963                                              |
| 21  | José Luis Julio Mazzaferri     | 1963                                              |
| 22  | Facundo Suárez                 | 1963 – 1966                                       |
| 23  | Daniel A. Brunella             | 1966 – 1970                                       |
| 24  | Manuel R. Reimundes            | 1970 – 1971                                       |
| 25  | Jorge Carcagno                 | 1971                                              |
| 26  | Omar Carlos Actis              | 1971 – 1973                                       |
| 27  | Ernesto G. Fatigati            | 1973                                              |
| 28  | Roberto Alejandro Pacek        | 1973 – 1974                                       |
| 29  | Pedro Rubiri                   | 1974 – 1975                                       |
| 30  | Nells León                     | 1975                                              |
| 31  | Jorge Obón                     | 1975 – 1976                                       |
| 32  | Juan Carlos Reyes              | 1976 – 1982                                       |
| 33  | Carlos Guillermo Suárez Mason  | 1982 – 1984                                       |
| 34  | Héctor Fiorioli                | 1984 – 1985                                       |
| 35  | Rodolfo Otero                  | 1985 – 1987                                       |
| 36  | Jorge Edgardo Lapeña           | 1987                                              |
| 37  | Daniel Montamat                | 1987 – 1989                                       |
| 38  | Alberto Luis Castagno          | 1989                                              |
| 39  | Octavio Frigerio               | 1989 – 1990                                       |
| 40  | Carlos Osvaldo Pierro          | 1990                                              |
| 41  | José Estenssoro                | 1990 – 3 de mayo de 1995                          |
| 42  | Nells León                     | 1995 – 1997                                       |
| 43  | Roberto Monti                  | 1997 – 1999                                       |
| 44  | Alfonso Cortina                | 1999 – 2004                                       |
| 45  | Antonio Brufau                 | 2004 – 2012                                       |
| 46  | Miguel Galuccio                | 5 de mayo de 2012 – 29 de abril de 2016           |
| 47  | Miguel Ángel Gutiérrez         | 30 de abril de 2016 – 13 de diciembre de 2019     |
| 48  | Guillermo Nielsen              | 13 de diciembre de 2019 – 19 de enero de 2021     |
| 49  | Pablo González                 | 19 de enero de 2021 – 10 de diciembre de 2023     |
| 50  | Horacio Daniel Marín           | 15 de diciembre de 2023-presente                  |

## Influencia

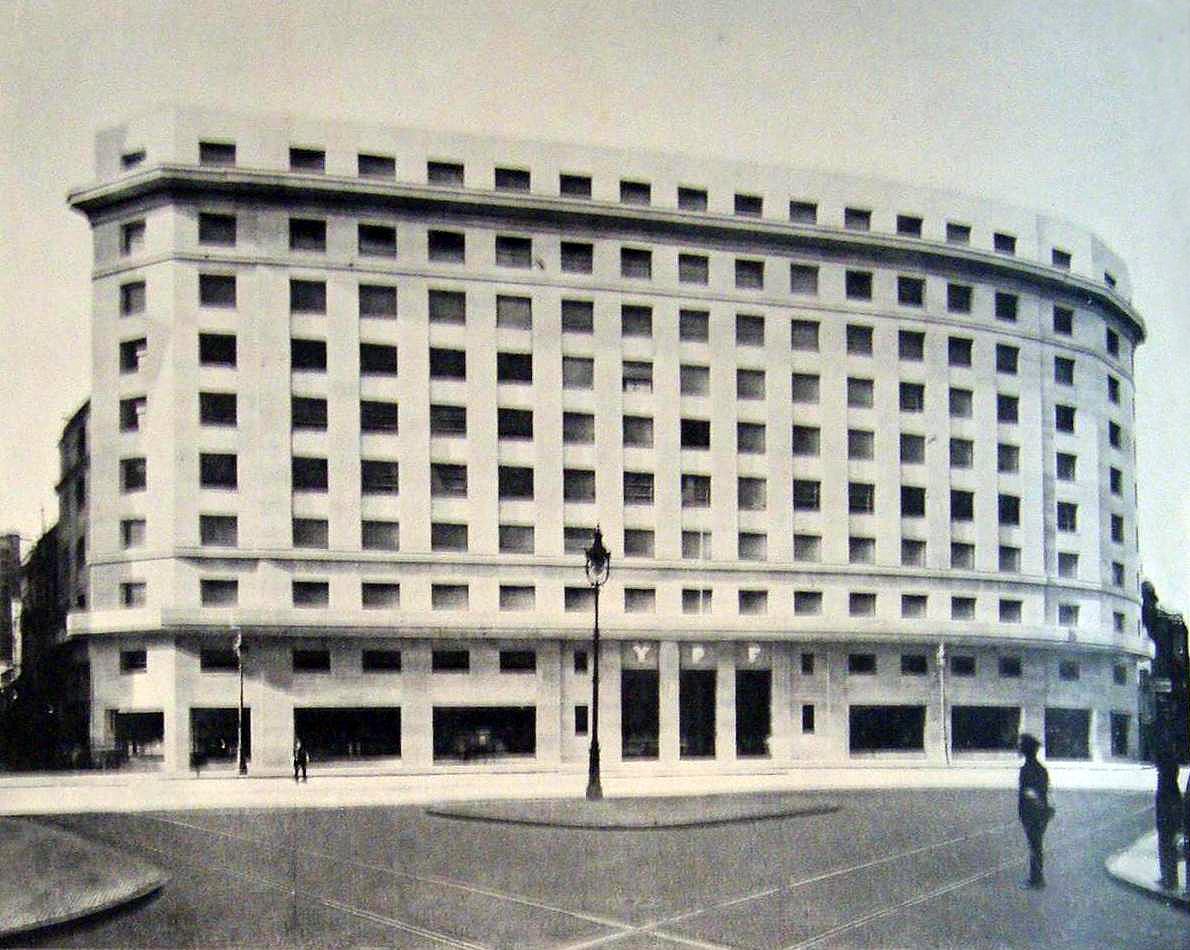
El Edificio YPF en 1938.

YPF fue modelo para la creación de otras petroleras hispanoamericanas como la peruana Petroperú, la uruguaya Administración Nacional de Combustibles, Alcohol y Portland (ANCAP) y la boliviana YPFB (con la que no debe ser confundida). El parecido en el nombre de esta última se debe a que fue creada tras la Guerra del Chaco, tomando como ejemplo a la YPF argentina. En otros países hispanoamericanos se crearon sucesivas compañías petroleras estatales, posteriormente, como la chilena Empresa Nacional del Petróleo (ENAP) en 1950, que, considerada como estratégica, sigue siendo de propiedad fiscal pese a las olas privatizadoras pinochetistas y posteriores.
En Argentina, YPF también provee de combustibles a otras empresas que adquieren hidrocarburos con subsidios, siendo vendidos bajo el nombre del comprador. Un caso particular de este tipo de negociaciones fue llevado a cabo por la empresa estatal provincial Servicios Energéticos del Chaco (SECHEEP), de la Provincia del Chaco encargada del suministro y manutención de la red eléctrica provincial, que inauguró su propia red de venta de combustibles en el año 2011. Esta red de estaciones de servicio (denominadas vulgarmente «de marca blanca») fue abierta en dicha provincia, con el objeto de intervenir en el mercado mayorista de combustibles para asegurar el abastecimiento de hidrocarburos en la provincia.